# Rebekka de Buhr

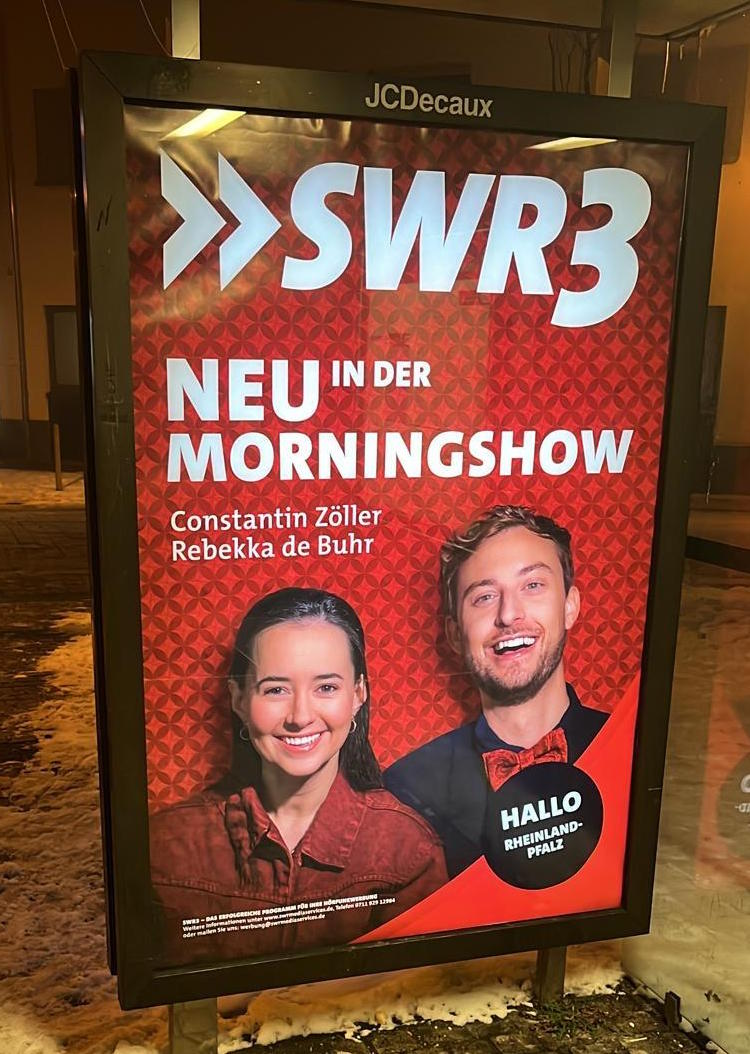
Rebekka de Buhr und Constantin Zöller auf einem Plakat in der Innenstadt von Ludwigshafen am Rhein im Januar 2024.

Rebekka de Buhr (* 24. August 1986) ist eine deutsche Radiomoderatorin. Sie moderiert zusammen mit Constantin Zöller die SWR3 Morningshow.

## Leben
Rebekka de Buhr wurde 1986 im schwäbischen Herrenberg geboren. Nach ihrem Abitur nahm sie ein Studium in Stuttgart auf und beendete dieses an der Universität Tübingen mit einem Master in Medienwissenschaften.

## Radio
Nach einem Praktikum arbeitete de Buhr beim Jugendradiosender DASDING, wo sie als Rebi Debi zu moderieren begann. Nach fünf Jahren Berufstätigkeit schloss sich ein Volontariat beim SWR an. De Buhr arbeitete zunächst als Nachrichtenredakteurin für den Sender SWR3, der Popwelle des Südwestrundfunks. Seit Januar 2024 ist sie neben Constantin Zöller Co-Moderatorin der SWR3 Morningshow.